# متحف عائلة المزعل
متحف عائلة المزعل أحد متاحف مدينة الرياض أسسه توفيق عبد الله المزعل، يقع المتحف في حي المرقب وسط محافظة المجمعة ، وهو عبارة عن مبنى قديم من الطين يتكون من دورين به 13 غرفة، والمتحف مقسم إلى عدة أجنحة الجناح الأول وبه المدخل الرئيسي والثاني وبه البهو ومصباح والثالث وبه المطبخ ومشب عائلي والرابع وبه فناء البيت (القوع) والخامس به فناء آخر ومعه مصابيح، والسادس وبه المجلس الرئيسي مع الصفة، والسابع به مجلس علوي (ديوانية) ومدخل مستقل بسطح مطل على السوق القديم، وقد تم عرض مقتنيات ذلك المتحف داخل تلك الغرف وفي الممرات التي بينها وذلك بأسلوب عرض منسق إلا أن كثرة المقتنيات الأثرية والتراثية في ذلك المتحف أثرت بتزاحمها على أسلوب العرض، وقد تم العرض من خلال التعليق على الحائط أو من خلال ستاندات خشبية أو من خلال عرضها على أرفف، ومن محتويات المتحف الملابس الرجالية والنسائية وكذلك أواني الطهي والطعام والشراب وأدوات وأواني القهوة وأدوات الإضاءة والمباخر وأدوات الزراعة والري وبعض الأدوات المدرسية والكتب والمخطوطات.